# Cheilosia iwawakiensis
Cheilosia iwawakiensis är en tvåvingeart som först beskrevs av Tokuichi Shiraki 1930.  Cheilosia iwawakiensis ingår i släktet örtblomflugor, och familjen blomflugor. Inga underarter finns listade i Catalogue of Life.